# RUMIKA
RUMIKA（るみか、1990年4月12日 - ）は、日本のAV女優。ファイブプロモーション所属。
身長:160cm スリーサイズ:B82(C)･W60･H85
ギャル系のAV女優

## 略歴・人物
- 2008年にデビュー
- 2011年10月9日 ブログ更新を終了し 活動も一旦停止するとブログで発表 後にブログは閉鎖

## 出演作品
- ヴィーナス・フューチャー＃95（2011年、エンタ!371）

### アダルトビデオ
2008年
- 残酷ミラーゲームに負けるとエロ罰ゲーム 3（10月13日 はじめ企画）

2009年
- 親友のお口に発射で賞金ゲット! 発射的（2月5日 SODクリエイト）
- FINISH SCENE Vol.20（2月20日 SUPER SONIC SATELLITES）共演:宮園はるか、中野みづほ、滝口優菜
- ぶるま大ずもう 3（3月6日 SUPER SONIC SATELLITES）共演:江東秋奈、内藤斐奈、滝口優菜、早川あゆみ、森元あすか
- The レズバウト～Extreme～ Vol.3（3月6日 SUPER SONIC SATELLITES）共演:滝口優菜
- VAMPIRE／LEMONADE2（3月30日 デジタルアーク）
- 貝合わせバウト 3（3月20日 SUPER SONIC SATELLITES）
- VANILLA 06 小麦ちゃんのお尻（4月1日 プレステージ）
- ミニスカ素人限定!超過激パンチラロデオマシン（4月4日 ナチュラルハイ）
- ギャルズトーク 02（4月11日 プレステージ）
- ぶるまdeうんど～♪ 5（4月24日 COMET出版）
- 普段見向きもしないイイ女がスケベなお供をしてくれる!モテモテ印のきびだんご（5月7日 SODクリエイト）
- hot chocolate 26（5月28日 デジタルアーク）
- 火曜日は全裸登校日 3（6月4日 アキノリ）共演:浅岡沙希、天野真由理、市柳ルイ、江藤秋奈、蛯沢ケイ、岡山涼花、小野寺馨、小原泉、風谷音緒、北村樹里、桜樹うらん、白瀬ゆゆ、白鳥みるか、白浜ユリ、高橋りこ、高見千裕、内藤斐奈、初井てまり、羽村智奈、林このみ、はるか悠、春野ひより、冬野みずき、宝生優果、芽衣奈、山戸優、山元瞳、村瀬優花
- チ○ポ丸出し店員が女性客にドッキリ企画 ハレンチ試着室 5（6月4日 アイエナジー）
- ザ・ギャルナン 13（6月18日 グローリークエスト）
- HotChocolate Di3 LIMITED EDITION 002（6月25日 デジタルアーク）
- 転校したら男は僕一人ぼっちだった…。7（7月9日 アキノリ）
- 完全主観 可愛い教え子と密室温泉旅行（7月9日 アキノリ）共演:スザンナ、あすかみみ
- 全裸で男をボコボコにする女達（7月9日 SODクリエイト）共演:君野ゆめ、RYO
- LEOPARD 05（7月17日 レアル・ワークス）
- 中出しOK！！射精専用 壁マ○コ（7月23日 SODクリエイト）
- 包茎を愛して止まない女達に聞いた包茎ち○ぽの愛し方（7月23日 アキノリ）共演:真咲南朋、高橋りこ、風谷音緒、宝生優果
- GAL Junkie 1 RUMIKA キモMオヤジ逆レイプ（7月25日 ケラ工房）
- 美少女の足裏 14（8月5日 フリーダム）オムニバス作品
- 最強ギャルの残酷暴虐（8月5日 フリーダム）共演:ひなのりく、夏川亜咲、相田まどか
- 強制アナル 輪姦ギャル（8月5日 フリーダム）共演:ひなのりく、夏川亜咲、相田まどか
- 完全主観 脚コキバイオレンス（8月5日 フリーダム）共演:ひなのりく、夏川亜咲、相田まどか
- 完全主観　何だか今日はモテちゃうなぁ～（8月6日 アキノリ）
- ギャルだらけの逆チカン路線バス！ vol.05（8月6日 GARCON）
- 美形ミニスカギャル限定!!エッチでドッキリ悪戯ナンパ!!!（8月6日 GARCON）
- ノーパン・ハイスクール（8月7日 premium）
- 現役中出し潮吹きサーファー（8月11日 メガ・ハーツ）
- Vanpire Lemonade Di3 LIMITED EDITION 001（8月13日 デジタルアーク）共演:彩花ゆめ
- 放課後わりきりバイト 11（8月17日 S級素人）
- 睡眠ガスOLジャック 女子寮全員強姦ピストン（8月19日 クロス）共演:浅岡沙希、大崎マリナ、桜樹うらん、白瀬ゆゆ、羽村智奈、春野ひより、姫乃未来、水神ゆうな、内藤斐奈、芽衣奈、桃井りん、村瀬優花、白浜ユリ、原田実紗 ※「ルミカ」名義
- キャットファイトクラブ（8月20日 SODクリエイト）
- モッコリムレムレ密着粘着 競泳水着痴態バス（8月20日 HIBINO）
- 夜這い手コキナース（9月7日 premium）
- ザ・ギャルナン 20（9月17日 グローリークエスト）
- SAFARI 016（9月18日 S級素人）
- 援交JK FILE002（9月19日 桃太郎映像出版）
- 婚活AV。（9月19日 SODクリエイト）共演:鈴木ありさ、生田沙織、原田実紗、永瀬りいな、風谷音緒
- 素人コギャルHEAVEN 4時間 NEO 13（9月25日 おかず。）オムニバス作品
- HotChocolate Di3 LIMITED EDITION 004（9月25日 デジタルアーク）共演:梅宮リナ
- 生意気は女子校生 ルミカ（10月1日 ワンズファクトリー）
- 東京GalsベロCity 27（10月5日 ドリームチケット）
- 黒ギャルだよ!!全員集合!!!イタズラ逆ナンはマジやばくねぇ～!!! (10月8日 GARCON)共演:KYOKO、ひなのりく、遠藤瀬梨那
- スタジアムの女神 (10月9日 クリスタル映像)共演:大崎マリナ、秋元レオナ
- 噂の激カ

2010年
- 「バレたらやばいよ……」と言いながらキスを拒まない友達の彼女は友情にヒビが入ってでもヤリたい。（3月4日、GARCON）
- リアル主観フェチ 愛情たっぷり癒しフェラ (6月1日、ワンズファクトリー)オムニバス作品 他出演:成瀬心美、妃悠愛 他
- ザ・ガンキズム -ギャルの卑猥な顔面騎乗の魅力に迫る- (6月25日、アロマ企画)オムニバス作品 他出演:成瀬心美、宮崎ミリア、前田アリサ、早乙女愛良、泉麻那、尾上ライナ、夏川るい、ICHIKA、今野梨乃、愛菜りな
- ぶっかけ中出し輪姦100連発 (9月25日、ダスッ!)
- ザーメン1200連発の洗礼 (9月25日、ダスッ!)共演:桜りお
- GARCONファン感謝祭 可愛さ最強ギャル軍団と行く！！ギラツキMAX童貞クン限定温泉バスツアー！！！（10月7日、GARCON）共演：泉麻那、もりとまりな、尾上ライナ、HARUKI、藤咲ヒナノ

2011年
- メガネ痴女の黒パンスト脚コキ（1月1日、WANZ FACTORY）共演:紗奈、仁科百華、星崎キララ、結城ミシェル、桜りお、安西瑠菜、三浦芽依、恵けい、哀川りん
- 極悪輪姦レイプ!!（1月8日、GARCON）共演:彩佳リリス、水嶋あずみ
- 僕らは、お腹いっぱいになるまで騎乗位を楽しみたい!（1月13日、MARX Brothers）共演:鮎川なお、飯島夏希、早川瀬里奈、ERIKA、早乙女ルイ、麻倉憂、椎奈つばめ、月野りさ、成瀬心美、音羽レオン、愛音まひろ、篠めぐみ、白雪彩、星野あかり、晶エリー、春矢つばさ、他
- 大迫力! ギャル尻3D（1月20日、3D MASTERS）共演:泉麻那
- アクメ屋台がイクッ!!お客さんにバレ無い様にイキまくり!潮吹きまくり!（1月20日、SOFT ON DEMAND）共演:桜りお
- 全身から出る分泌物を男に無理矢理舐めさせる黒ギャル（2月5日、フリーダム）
- NAMANAKA GALS 08（2月11日、aini）共演:ひなのりく、KYOKO
- MOODYZファン感謝祭 バコバコバスツアー2011 ギャルの超ハイテンション大乱交ジャングル!!（2月13日、MOODYZ）共演:泉麻那、青山ゆい、大塚ひな、桜庭ハル、RICA、椎名ゆず、もりとまりな、華原希、高倉舞、片桐りの、緋咲アンナ、伊藤ユリエ、尾上ライナ、星崎キララ、COCONA、黒澤ルナ、他
- もしも黒ギャルだらけの‘お色気レストラン’があったら…（2月25日、おかず。）共演:泉麻那、桜りお、瑠菜
- ギャルが疲れたオジサンを癒しちゃう♥（3月5日、GARCON）共演:KYOKO、尾上ライナ、宮下つばさ、RION
- 性の異文化交流 日米ディルドオナニー対決（3月18日、Boin BB）共演:美花ぬりぇ、黒木いちか、あすかみみ、愛璃みい、赤西あずさ、名取アンナ、鮎川みさと、梨杏、小日向ひな
- おかず。ガールズの‘農家に泊まろう!’（3月25日、おかず。）共演:瑠菜
- プレミアム5周年記念特別作品 ノーパンベースボール・クラシック (4月7日、プレミアム)共演:成瀬心美、つぼみ、横山みれい、茉莉花、鷹宮りょう、星優乃、水城奈緒、泉麻那
- kira☆kira BLACK GAL SPECIAL 黒淫乱☆イグイグ大乱交 きもち良すぎて白目をむくの。（4月19日、kira☆kira）共演:泉麻那、尾上ライナ、鈴香音色、須真杏里
- 接吻愛-この快感、もう病められない-（4月21日、LADY♀♀LADY）共演:川上ゆう、成瀬心美、夏川未来、北川エリカ、あすかみみ、橘ひなた、瀬名あゆむ、森ななこ、緋咲アンナ、他
- 夜回りギャルの防犯パトロール隊（4月22日、KMP）共演:泉麻那
- 黒ギャルオールスターズ 2（4月25日、DIAMANTE DI DIGITALARK）共演:愛菜りな、大塚ひな、彩花ゆめ、モカ、KYOKO、ひなのりく、梅宮リナ、泉麻那、もりとまりな、桜りお、武藤クレア
- 義理の姉が、なんと超ギャルでギャルの友達と僕を性的にいじめるんです。（5月7日、GARCON）共演:友田彩也香、瑠菜
- PINK BUTTERFLY 07（5月11日、ONCE）共演:おぐりみく
- 暴走!黒ギャルライダーズ エロギャル4人衆が悪いヤツらをカラダで成敗!（4月22日、KMP）共演:桜りお、瑠菜、泉麻那
- 親父の再婚相手がギャルでエロくて困るんです。（6月2日、Liquid）
- 縛馬 其の十四（6月10日、MAD）
- KMPプロジェクトフェラチオ祭 この世でフェラチオが上手い奴、出てこいやっ!スペシャル（6月10日、KMP）共演:藤井シェリー、麻倉憂、つぼみ、松すみれ、小桜沙樹、北条麻妃、紗奈、川上ゆう、泉麻那、桜りお、鈴音りおな、吉川ゆあ、西山希、白鳥美玲、神咲詩織、瑠菜、星優乃
- 黒ギャルボクサー制服少女狩り File.1女子校生るみか（6月13日、HERO）「るみか」名義
- kira☆kira BLACK GAL たべ・こーじ×kira☆kira〜CHARISMA SHOP GALS〜（6月19日、kira☆kira）共演:泉麻那
- おかず。企画祭り! 素人男性のお悩み解決 RUMIKAと居酒屋交流会（6月24日、おかず。）
- いやらしい最強ギャル（7月7日、桃太郎）共演:ひなのりく、他
- RUMIKAが教える快感ゆっくりSEX（7月22日、KMP）
- 普段は僕なんか相手にしてくれないようなギャルに偶然勃起チ○コを見られてしまい…（8月2日、DOC）
- せんぱいっ!〜フタリの関係が変わる瞬間〜（8月13日、HERO）
- 人気黒GALが素人男性と本物中出し（8月25日、本中）
- ギャルコレ 240（8月25日、Gt）共演:中野愛里、ひなのりく、泉麻那、桜りお、武藤クレア、他
- ギャル2人にオモチャにされる夢のバイト生活（8月26日、KMP）共演:桐生さくら
- 美脚ハイレグフェティシズム（9月15日、WANZ FACTORY）共演:成瀬心美
- W腰振り騎乗位本物中出し（9月25日、本中）共演:泉麻那
- 男なら一度は抱きたい 眩しいクチビル。（10月10日、Sweet Sticky SEX）
- M男の願望叶えます RUMIKA M男イジメるるる（10月31日、へりぽビデオ）
- 小麦色の天使（11月1日、S-Cute）
- 実在!巷で噂のAVキャバクラ RedDragon Vol.2（11月13日、HERO）
- kira☆kira BLACK GAL 卒業旅行（11月19日、kira☆kira）

2012年
- 制服少女の淫乱・陵辱SEX 4時間（3月13日、HERO）共演:大沢美加、桜りお、橘ひなた、琥珀うた、仁科百華
- 黒ギャル四天王（3月20日、KARISMA）共演:、麻耶、橘なお、武藤クレア
- けつまんこ 真性アナルM男調教（4月19日、みるきぃぷりん）共演:椎名ゆな、長澤果奈、百花エミリ、有村千佳、鈴木杏里
- 競泳水着×ぬるぬるローション×23人4時間（6月1日、WANZ FACTORY）共演:成瀬心美、泉麻那、北条麻妃、紗奈、他
- Go!Go!ミニスカ☆チアガール（6月13日、MARX Brothers）共演:	月野りさ、椎奈つばめ、あづみ、モカ、北川瞳、さとう遥希、篠めぐみ、七咲楓花、成瀬心美、愛音まひろ、麻倉憂、椎奈めぐみ
- アゲアゲ♂♀SEXパーティー ギャル大乱交special（10月26日、VOLUMY）共演:桜りお、AIKA、立花樹里亜、泉麻那、ayami、音羽レオン、瑠菜、つばさ、哀川りん、他